# 쿠니무라 준
쿠니무라 준(일본어: 國村隼 구니무라 준[*], 1955년 11월 16일 ~ )은 일본의 배우이다.

## 내력
구마모토현에서 태어나 1살 때 효고현 아마가사키시로 이사하였으며, 초등학교 2학년 때 오사카시로 이사하였다. 오사카 방송 극단 부설 연구소 9기생으로, 1981년 《가키테이고쿠》로 영화 데뷔하였다.
일본 텔레비전 드라마에 꾸준히 출연하면서 리들리 스콧, 쿠엔틴 타란티노 등 유명 영화 감독과 작업하였다.

## 출연작

### 드라마
- 2001년 《쇼토쿠 태자》 - 하타노 가와카쓰 역
- 2009년 《언덕 위의 구름》 - 가와카미 소로쿠 역
- 2010년 《대불개안》 - 쇼무 천황 역
- 2012년 《다이라노 기요모리》 - 후지와라노 다다자네 역
- 2016년 《이시카와 고에몬》 - 도요토미 히데요시 역
- 2019년 《살색의 감독 무라니시》 - 야쿠자 후루야 역
- 2024년 《파친코 시즌2》[2] - 카토 역

### 영화
- 1989년 《블랙 레인》 - 요시모토 역
- 1999년 《오디션》 - 요시카와 야스히사 역
- 2003년 《킬 빌 볼륨 1》[3] - 다나카 역
- 2010년 《아웃레이지》 - 이케모토 역
- 2015년 《기생수 시리즈》 - 히라마 형사 역
- 2016년 《곡성》 - 외지인 역
- 2016년 《요노스케 이야기》
- 2016년 《진격의 거인 파트 1, 2》 - 쿠발 역
- 2017년 《맨헌트》 - 사카이 요시히로 역
- 2017년 《파문: 두 사람의 야쿠효미가미》
- 2018년 《가족의 색깔》 - 세츠오 오쿠조노 역 (본작의 남주인공)
- 2019년 《미드웨이》 - 나구모 추이치 역
- 2020년 《미나마타》
- 2023년 《범죄도시 3》 - 이치조 요시오 (야쿠자 이치조구미 회장) 역[4] (3편의 서브 빌런, 특별출연, 첫 천만영화)
- 2023년 《그대들은 어떻게 살 것인가》 - 잉꼬 대왕 역 (목소리)

### 예능
- 2016년 《무한도전》, 〈2016 무한상사-위기의 회사원〉- 마키 상 역

## 수상 내역
- 2009년 갤럭시상 2009년 11월도 TV 부문 월간상 - 《행렬 48시간》, 《기네 산부인과의 여자들》
- 2016년 제5회 아시아태평양 스타 어워즈 올해의 특별배우상
- 2016년 제37회 청룡영화상
  - 인기스타상 - 《곡성》
  - 남우조연상 - 《곡성》